# Кіт у капелюсі
«Кіт у Капелюсі» (англ. англ. The Cat in the Hat) — найвідоміша казка американського письменника Доктора С'юза. 

## Сюжет
Діти: хлопчик-оповідач Нік і його сестричка Саллі — сидять вдома самі разом з рибкою і не знають, чим зайнятися. Раптом до будинку входить величезний кіт у капелюсі і пропонує дітям пограти. Він починає перед ними жонглювати, в результаті чого всі предмети падають. Рибка пропонує дітям вигнати кота. Кіт йде і повертається разом із великою коробкою, з якої вибігають Штучка Один і Штучка Два (два маленьких пустотливих чоловічки з блакитним волоссям) і влаштовують у будинку безлад. Діти ловлять штучок і проганяють кота. Кіт прибирає всі речі на місце і йде. Приходить мама.

## Історія
У 1950 році одне з видавництв звернулося до Доктора С'юза з цікавою пропозицією написати книгу для дітей, яка б складалася всього з 250 найуживаніших слів. Книга повинна бути нескладною для читання і одночасно цікавою. Це був абсолютно новий погляд на дитячу книгу, і Доктор С'юз першим з успіхом підтримав його. Рима «cat» (кіт) і «hat» (капелюх) попалася на очі письменнику випадково і поступово обросла сюжетом. Письменникові вистачило всього 220 слів, щоб розповісти його.

## Культурний вплив

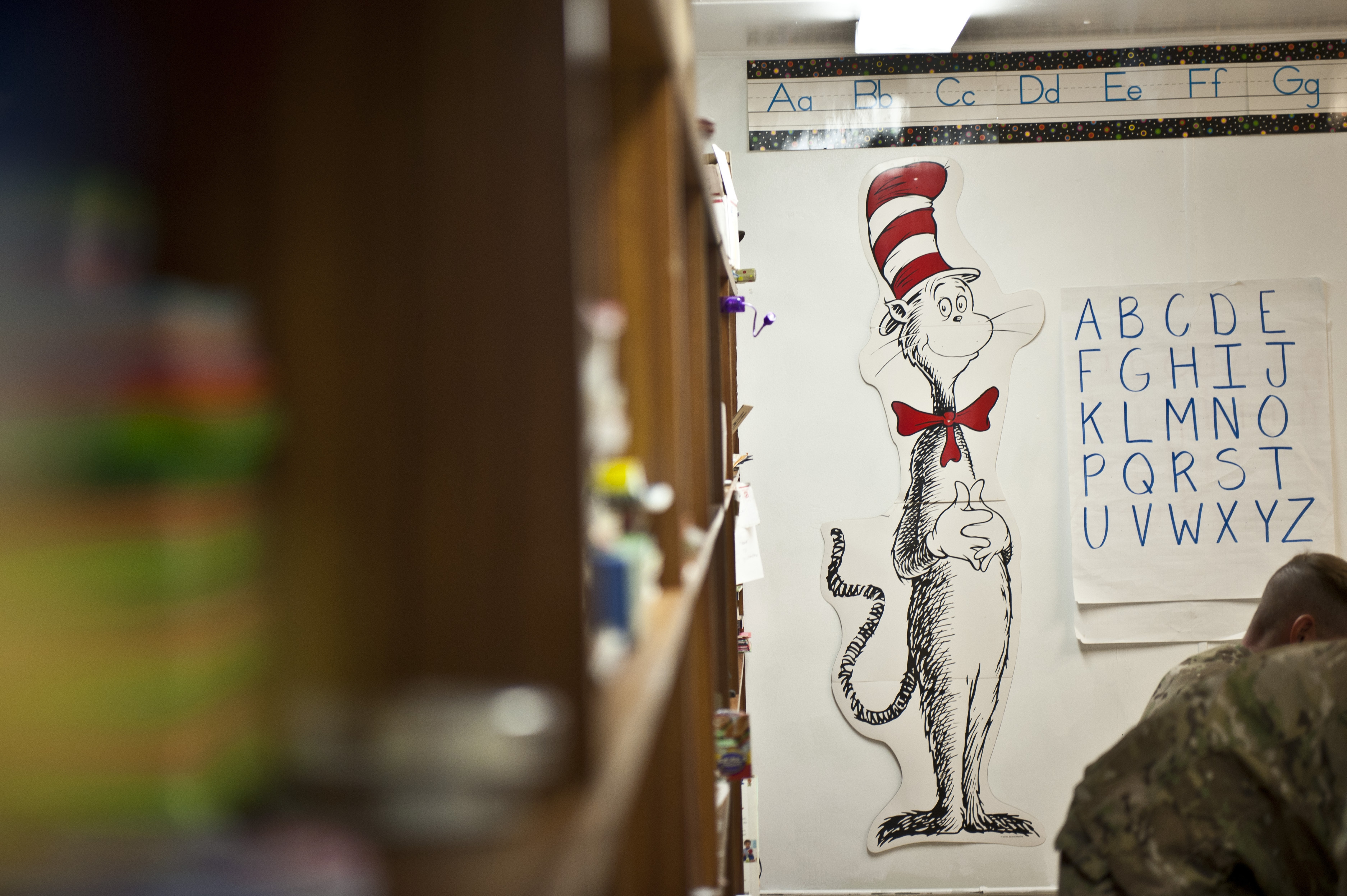
Персонаж книги прикрашає стіну в центрі словесності "Кіт у Капелюсі" на аеродромі Баграм, Афганістан, 2012 р.

Успіх книги був настільки великий, що автор написав казку «Кіт у Капелюсі повертається», «Космічна подорож Кота в Капелюсі», «Пісенник Кота в Капелюсі» та інші. З'явилася ціла серія книг «Пізнавальна бібліотека Кота в Капелюсі».
Кіт у Капелюсі став з'являтися перед кожним мультфільмом CBC за казками Доктора С'юза.
У 1971 році з'явився однойменний мультфільм, в якому кота озвучив Алан Шерман. У цьому мультфільмі хлопчика звати Конрад, а рибку Крікльбель.
У 1973 році, в мультфільмі «Доктор С'юз на блосі» за мотивами казок Доктора С'юза «Снічі», «Закс» і «Зелена яєчня та окіст» Кіт у Капелюсі присутній як оповідач.
Був знятий мультфільм «Грінч грінчить Кота в Капелюсі».
Існує радянська екранізація — «Кіт у ковпаку» (рос. рос. Кот в колпаке), в якому відсутні Штучки.
У 2003 році був знятий фільм «Кіт» за книгою.